# Guillaume Szaszczak
Guillaume Szaszczak, né le 5 janvier 1982, à Calais, en France, est un ancien joueur français de basket-ball. Il évolue au poste de meneur. 

## Palmarès
- Champion d'Europe -18 ans 2000
- 3e du championnat d'Europe -20 ans 2002